# Exbibyte
Een exbibyte (afgekort EiB) is een eenheid van informatie voor computeropslag. Een exbibyte staat gelijk aan:
260 of 10246 = 1.152.921.504.606.846.976 bytes
Het SI-prefix dat gerelateerd is met een exbibyte is exa- wat wortel is van de exabyte.
Andere eenheden of benamingen: bit · nibble/tetrade · byte/octet · phit · qubit · qutrit · trit